# Mahasamadhi
Mahāsamādhi du Sanskrit mahā (devanāgarī: महा ) : grand, final et samādhi (devanāgarī: समाधि) : absorption, méditation, départ. 
Ce terme est souvent utilisé dans la culture indienne pour évoquer le décès de grands maîtres spirituels. 

## Signification du concept de mahāsamādhi
Le Mahāsamādhi est la décision consciente de quitter son corps. Cela ne peut être accompli que par un yogi réalisé. À un moment choisi, les personnalités lumineuses ou saintes quittent leur corps physique et cessent de vivre. Il est considéré que cela se passe lors d'une pratique finale de samadhi, lorsque le yogi décide de poursuivre son cheminement spirituel (yatra) sous une autre forme. Dans la tradition hindoue, la mort est envisagée comme un départ et non une finalité en soi. 
Le Mahāsamādhi désigne également un temple érigé à l'endroit où un yogi a pris Mahāsamādhi. Le lieu du Mahāsamādhi est souvent considéré comme un lieu spécial, rempli de l'énergie du défunt.